# Gunnar Palmroth
Veli Gunnar Sigfrid Palmroth, född 16 september 1913 i Kotka, död 31 januari 1965 i Köpenhamn, var en finländsk diplomat. 
Palmroth blev vicehäradshövding 1939, anställdes vid utrikesministeriet samma år och var de första åren stationerad i Bryssel, London och Madrid. Som ung diplomat fick han ett vanskligt uppdrag; han var legationssekreterare i Madrid vid andra världskrigets slut, då Finland kallade hem sin ambassadör. Det blev hans uppgift under ett halvår 1945 att slutföra "nedgraderingen" av de diplomatiska relationerna till Spanien. Regeringen ville emellertid inte helt avbryta relationerna ens till Francisco Francos regim, vilket krävdes på vänsterhåll i Finland.
Palmroth var handelspolitiska avdelningens chef 1953–1955 och känd som en hård förhandlare. Efter tre år som ambassadör i Warszawa (1955–1958) anförtroddes han ambassadörsposten i Paris 1958. Detta inföll under den tid då president Urho Kekkonen tog upp tanken på närmare personlig kontakt med president Charles de Gaulle. Ambassadören lade snart märke till att presidenten läste hans rapporter extra noga. Kalla kriget gick på högvarv med Berlinkrisen i fokus och notkrisens dramatiska vändningar i Finland, och Palmroth fick i uppdrag och lyckades avstyra ett uttalande av Nato till stöd för Finland. Alltid var presidenten och ambassadören inte helt överens, vilket framgår av Juhani Suomis Kekkonen-biografi och presidentens dagböcker. Palmroth behöll dock presidentens förtroende och utnämndes till ambassadör i Stockholm 1965, men avled i Köpenhamn på väg till sin nya stationeringsort.